# Абакумов, Глеб Арсентьевич
Гле́б Арсе́нтьевич Абаку́мов (30 сентября 1937, Ядрин — 29 августа 2019, Нижний Новгород) — советский и российский химик, член-корреспондент РАН (1991), член-корреспондент АН СССР (с 1987 года), академик РАН (с 2000 года).

## Биография
Окончил химический факультет Горьковского государственного университета (ГГУ) им. Н. И. Лобачевского в 1962 г., доктор химических наук (1976), профессор (1980); работал на химфаке ГГУ (1962—1964), в лаборатории стабилизации полимеров АН СССР (1964—1968), в Институте химии АН СССР (1968—1988). Директор Института металлоорганической химии имени Г. А. Разуваева РАН, в 2016—2019 — научный руководитель института. Похоронен на Бугровском кладбище Нижнего Новгорода.

## Научная деятельность
Труды по химии свободных радикалов, металлорганических и комплексных соединений. Занимался проблематикой химии комплексных соединений со свободнорадикальными лигандами. Впервые с сотрудниками обнаружил комплексообразование стабильных нитроксильных радикалов с льюисовыми кислотами (1969). Разработал метод генерации свободных арильных радикалов в жидкой фазе, открывший широкие возможности исследования их реакционной способности (1971). Осуществил синтез и исследовал строение и свойства нового класса веществ — комплексов переходных металлов со свободнорадикальными о-семихиноновыми лигандами (1971). В 1979 году предложил о-семихиноновый лиганд в качестве спиновой метки в координационной сфере комплекса, что привело его к обнаружению в 1982 фототермомеханического эффекта на кристаллах радикального комплекса — обратимого изгиба нитевидного кристалла под действием света и теплоты. На основе радикальных комплексов металлов получил антифрикционные и светочувствительные композиции.

## Публикации
Автор около 350 публикаций в центральных российских и международных научных журналах.

## Награды и почётные звания
- Член Международного общества ЭПР-спектроскопии.
- Государственная премия СССР (1985).
- Орден Дружбы (1999).